# Machimus callidus
Machimus callidus är en tvåvingeart som först beskrevs av Samuel Wendell Williston  1893.  Machimus callidus ingår i släktet Machimus och familjen rovflugor. Inga underarter finns listade i Catalogue of Life.